# Chamaesciadium
Chamaesciadium är ett släkte i familjen flockblommiga växter.
Släktet omfattar endast arten Chamaesciadium acaule, men flera andra arter, bland annat i släktet Pycnocycla, har tidigare förts till Chamaesciadium.